# Abdul Malik Bashir
Abdul Malik Bashir (11 januari 1968) is een Singaporees voormalig voetbalscheidsrechter. Hij was tussen 2002 en 2013 aangesloten bij zowel de wereldvoetbalbond FIFA als de continentale confederatie AFC. Ook was hij actief in de S.League, de nationale competitie van Singapore. Bashir was enkele jaren de actiefste internationale arbiter uit Singapore en was aan het begin van de 21ste eeuw de officieuze opvolger van arbiter Shamsul Maidin, die actief was op het WK 2006. Op clubniveau leidde Bashir voornamelijk wedstrijden in de AFC Champions League, waarin hij sinds 2007 jaarlijks enkele groepsduels en een duel in de knock-outfase kreeg toegewezen. Op 5 november 2008 floot Bashir de heenwedstrijd in de finale van de Champions League 2008 tussen Gamba Osaka (Japan) en Adelaide United (Australië), die door Osaka met 3–0 werd gewonnen. Een week later leidde de Maleisiër Subkhiddin Mohd Salleh de terugwedstrijd, die eveneens door Osaka werd gewonnen.
Bashir leidde zijn eerste interland in oktober 2007, een wedstrijd ter kwalificatie voor het wereldkampioenschap voetbal 2010 tussen Sri Lanka en Qatar (0–1). Tussen 2007 en 2009 werd hij nog zesmaal aangesteld voor een WK-kwalificatiewedstrijd. In 2011 was Bashir een van de twaalf scheidsrechters op het Aziatisch kampioenschap voetbal, samen met – naast Mohd Salleh – onder meer Yuichi Nishimura, Nawaf Shukralla en Ali Al-Badwawi. Hij kreeg gedurende het toernooi vier duels toegewezen en was daarmee de meest actieve arbiter, samen met Mohd Salleh en de Oezbeek Ravshan Irmatov. Op 28 januari 2011 floot Bashir de troostfinale tussen Oezbekistan en Zuid-Korea, waarin hij kort voor rust een strafschop toekende aan Oezbekistan. Zuid-Korea won met 2–3.
Op 15 oktober 2013 leidde Bashir zijn 26ste en laatste interland, een ontmoeting tussen Indonesië en China (1–1 gelijkspel). In zijn carrière, die hij noodgedwongen moest beëindigen omdat de FIFA een leeftijdsgrens van 45 jaar hanteert, won Bashir tweemaal de prijs voor beste scheidsrechter in de Singaporese competitie, uitgereikt door de nationale voetbalbond. In 2013 werd hij tevens gekozen tot beste internationale arbiter in Zuidoost-Azië.

## Interlands
| Datum             | Wedstrijd                            | Uitslag | Competitie              | Kreeg geel | Kreeg voor de tweede keer geel en dus rood | Weggestuurd |
| ----------------- | ------------------------------------ | ------- | ----------------------- | ---------- | ------------------------------------------ | ----------- |
| 21 oktober 2007   | Sri Lanka – Qatar                    | 0 – 1   | Kwalificatie WK 2010    | 4          | 0                                          | 0           |
| 6 februari 2008   | Iran – Syrië                         | 0 – 0   | Kwalificatie WK 2010    | 5          | 0                                          | 0           |
| 2 juni 2008       | Japan – Oman                         | 3 – 0   | Kwalificatie WK 2010    | 3          | 0                                          | 0           |
| 14 juni 2008      | China – Irak                         | 1 – 2   | Kwalificatie WK 2010    | 2          | 0                                          | 0           |
| 6 september 2008  | Bahrein – Japan                      | 2 – 3   | Kwalificatie WK 2010    | 3          | 1                                          | 0           |
| 19 november 2008  | Saoedi-Arabië – Zuid-Korea           | 0 – 2   | Kwalificatie WK 2010    | 2          | 1                                          | 0           |
| 28 januari 2009   | Indonesië – Australië                | 0 – 0   | Kwalificatie AK 2011    | 4          | 0                                          | 0           |
| 6 juni 2009       | Qatar – Australië                    | 0 – 0   | Kwalificatie WK 2010    | 4          | 0                                          | 0           |
| 17 januari 2010   | Vietnam – China                      | 1 – 2   | Kwalificatie AK 2011    | 7          | 0                                          | 1           |
| 3 maart 2010      | Japan – Bahrein                      | 2 – 0   | Kwalificatie AK 2011    | 4          | 0                                          | 0           |
| 9 januari 2011    | Japan – Jordanië                     | 1 – 1   | Aziatisch kampioenschap | 2          | 0                                          | 0           |
| 16 januari 2011   | Qatar – Koeweit                      | 3 – 0   | Aziatisch kampioenschap | 10         | 0                                          | 0           |
| 21 januari 2011   | Oezbekistan – Jordanië               | 2 – 1   | Aziatisch kampioenschap | 3          | 0                                          | 0           |
| 28 januari 2011   | Zuid-Korea – Oezbekistan             | 3 – 2   | Aziatisch kampioenschap | 6          | 0                                          | 0           |
| 28 juli 2011      | India – Verenigde Arabische Emiraten | 2 – 2   | Kwalificatie WK 2014    | 1          | 0                                          | 0           |
| 2 september 2011  | Zuid-Korea – Libanon                 | 6 – 0   | Kwalificatie WK 2014    | 2          | 0                                          | 0           |
| 11 oktober 2011   | Indonesië – Qatar                    | 2 – 3   | Kwalificatie WK 2014    | 6          | 0                                          | 0           |
| 11 november 2011  | Bahrein – Iran                       | 1 – 1   | Kwalificatie WK 2014    | 3          | 0                                          | 0           |
| 23 mei 2012       | Japan – Azerbeidzjan                 | 2 – 0   | Kirin Cup               | 0          | 0                                          | 0           |
| 11 september 2012 | Japan – Irak                         | 1 – 0   | Kwalificatie WK 2014    | 0          | 0                                          | 0           |
| 16 oktober 2012   | Iran – Zuid-Korea                    | 1 – 0   | Kwalificatie WK 2014    | 4          | 1                                          | 0           |
| 26 maart 2013     | Oezbekistan – Libanon                | 1 – 0   | Kwalificatie WK 2014    | 1          | 0                                          | 0           |
| 4 juni 2013       | Qatar – Iran                         | 0 – 1   | Kwalificatie WK 2014    | 3          | 0                                          | 0           |
| 11 juni 2013      | Australië – Jordanië                 | 4 – 0   | Kwalificatie WK 2014    | 3          | 0                                          | 0           |
| 14 augustus 2013  | Zuid-Korea – Peru                    | 0 – 0   | Vriendschappelijk       | 2          | 0                                          | 0           |
| 15 oktober 2013   | Indonesië – China                    | 1 – 1   | Kwalificatie AK 2015    | 2          | 0                                          | 0           |